# Ивано-Шийчинское водохранилище
Ивано-Шийчинское водохранилище — небольшое русловое водохранилище на реке Братеница (левый приток р Ворскла). Расположено в Богодуховском районе Харьковской области у села Ивано-Шийчино. Водохранилище построено в 1978 году по проекту института «Харкивдипроводгосп». Назначение — рыборазведения, рекреация. Вид регулирования — сезонное.

## Основные параметры водохранилища
- Нормальный подпорный уровень — 142,5 м;
- Форсированный подпорный уровень — 144,0 м;
- Полный объем — 3,30 млн м³;
- Полезный объем — 3,30 млн м³;
- Длина — 4,425 км;
- Средняя ширина — 0,24 км;
- Максимальные ширина — 0,37 км;
- Средняя глубина — 3,08 м;
- Максимальная глубина — 6,5 м.

## Основные гидрологические характеристики
- Площадь водосборного бассейна — 93 км².
- Годовой объем стока 50 % обеспеченности —
- паводковый сток 50 % обеспеченности —
- Максимальный расход воды 1 % обеспеченности — 79,6 м³/с.

## Состав гидротехнических сооружений
- Глухая земляная плотина длиной — 304 м, высотой — 8,7 м, шириной — 10 м. Заделка верхового откоса — 1:8, низового откоса — 1:2,5.
- Шахтный водосброс из монолитного железобетона высотой — 6,7 м, размерами 2(5×4) м.
- Водоотводная труба размерами 2(2,4×2,2) м, длиной 33 м.
- Рекомендуемый водовыпуск из двух стальных труб диаметром 300 мм, оборудованных защёлками.

## Использование водохранилища
Водохранилище используется для рыборазведения.